# Roya Sadat
Roya Sadat (Herat, 8 marzo 1981) è una regista, produttrice cinematografica e attivista afghana.

## Biografia
Nata a Herat, città dell'Afghanistan occidentale, nel 1981, nei primi anni del conflitto russo-afghano, Roya Sadat sopravvisse ai conflitti e ai successivi soprusi del regime teocratico basato sulla rigida applicazione della legge coranica imposto dai Talebani vincitori della guerra civile dopo il ritiro dell’URSS. In un'intervista rilasciata in occasione della presentazione del suo A letter to the President al Festival di Locarno, dichiara che la sua storia è intrinsecamente legata a quella del suo paese.
Ha imparato il linguaggio cinematografico da autodidatta leggendo il libro dello sceneggiatore hollywoodiano Syd Fields, tradotto in persiano. Negli anni in cui il regime talebano bandiva la musica, il cinema e la televisione, Sadat organizzò segretamente classi teatrali negli ospedali, senza rinunciare alla propria passione. All'età di 20 anni, scrisse la prima sceneggiatura, Three Dots, che narra la storia di una donna afghana che viene costretta a contrabbandare droga per mantenere da sola i suoi figli. Nella produzione del film, affrontò il maggior numero di rischi durante le riprese, finendo nel mirino dei talebani per l'uso di attrici senza velo. Nonostante ciò, portò a termine le riprese e completò il film, che ottenne un successo internazionale.
Nel 2003, Sadat fondò insieme alla sorella Alka la casa cinematografica Roya Film House per raccontare storie dall'Afganistan. In più di 30 documentari, film e show televisivi, Sadat non ha smesso di parlare delle brutali ingiustizie a cui vengono sottoposte in particolare le donne afghane.
Nel 2013, ha fondato l'Afghanistan International Women’s Film Festival per promuovere il coinvolgimento di donne afghane nell'industria cinematografica.
La sua opera più recente è A letter to the President, che narra la storia di una donna afghana che rischia la pena di morte per aver ucciso accidentalmente il marito violento e che si trova a chiedere con una lettera la grazia al Presidente afghano.
Nel luglio 2018 Roya Sadat viene invitata in Italia a presentare il suo film”Letter to President “ all’evento”Dialoghi a Spoleto”.Non potrà partecipare ma sarà rappresentata dalla sorella Alka Sadat.

## Onorificenze

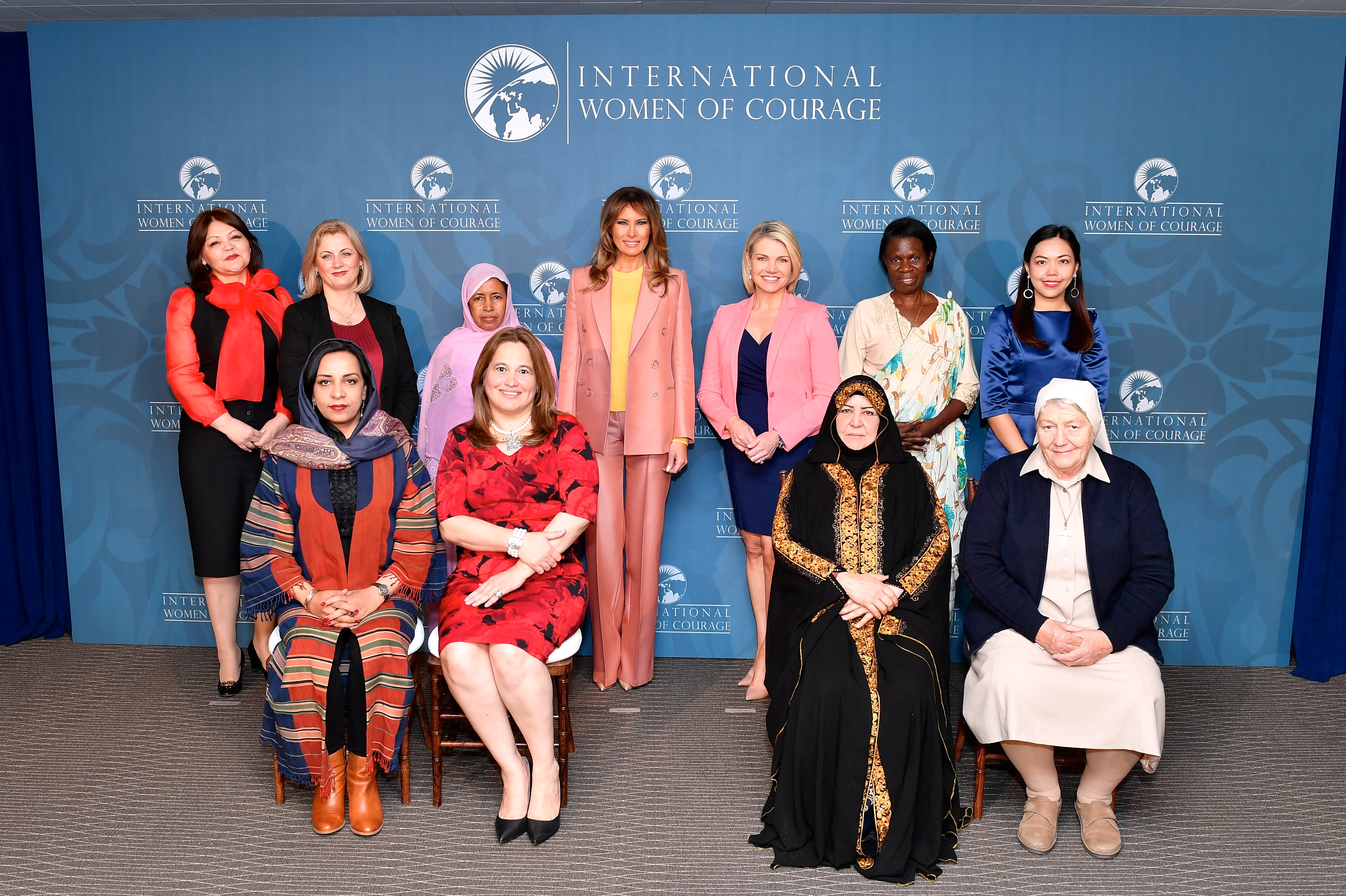
International Women of Courage 2018

È stata premiata con l'International Women of Courage Award nel 2018 per l'aver contribuito a migliorare la condizione delle donne in Afghanistan con la seguente motivazione: «In the process of examining Afghanistan’s culture through cinema, Sadat is doing her part to make her country a better place for women and girls».